# دسميد أنيق
دسميد أنيق (الاسم العلمي:Desmidium elegans) هو نوع من الطحالب الخضراء يتبع جنس الدسميد من فصيلة الدسميدية.